# Protonemestrius beipiaoensis
Protonemestrius beipiaoensis är en tvåvingeart som beskrevs av Ren 1998. Protonemestrius beipiaoensis ingår i släktet Protonemestrius och familjen Nemestrinidae. Inga underarter finns listade i Catalogue of Life.